# Трансплантат
Трансплантат (від лат. transplantatio, transplanto — пересаджувати) — тканина, орган або його частини, які використовують для трансплантації.
Також, інколи вживають помилково трансплантант.
Трансплантати мають відповідати багатьом вимогам, одна з яких — максимальне наближення генетичної та білкової структури до таких структур у реципієнта. Окрім того, забір, підготовку та збереження т. здійснюють відповідно до умов, які чітко визначені залежно від конкретного виду. Порушення таких умов веде щонайменше до невдалого кінцевого результату трансплантації.

## Види
Трансплантати розрізняють за походженням:
- аутотрансплантат
- аллотрансплантат
  - ізотрансплантат
- ксенотрансплантат
- експлантат (небіологічний, з не природних (штучних матеріалів): імплантат);
- штучні: біоімплантат (генна інженерія)

Аутотрансплантат — власні тканини реципієнта. Використання таких трансплантатів не викликає імунної відповіді, так як донор і реципієнт максимально сумісні. Найчастішими аутотрансплантатами у людей є шкіра, судини, кістковий мозок.
Аллотрансплантат — матеріал для трансплантації від особини одного виду. Найбільш розповсюджений. Пересаджування супроводжується реакцією відторгнення(«трансплантат проти господаря») і вимагає постійної штучної імуносупресії. Підвид аллотрансплантату — ізотрансплантат, донором є однояйцевий близнюк.
Ксенотрансплантат — матеріал для трансплантації від особини іншого виду (наприклад: для заміни клапанів людського серця застосовують свинячі, бичачі тканини).
Імплантат (протез) — штучно створений трансплантат. Наприклад заміна кровоносних судин, використовують синтетичні протези з тефлону, політетрафторетилену та ін. Відомим є використання імлантатів в стоматології. Як клапани серця також використовують механічні трансплантати з металу, вуглецю і/або синтетичних матеріалів. Імпланти мають обмежений час «життя» в тілі реципієнта, тому є тимчасовим по своїй суті.
Біоімплантат (клітинна інженерія та клонування) — органи або тканини, вирощені з власних клітин реципієнта, що дозволяє запобігти виникненню імунної реакції відторгнення.